# زابو بريتمان
زابو بريتمان (ولدت  (بالفرنسية: Zabou Breitman)‏إيزابيل بريتمان، 30 أكتوبر 1959)، باختصار زابو، ممثلة ومخرجة فرنسية, هي ابنة الممثلين جان كلود ديريت وسيلين ليغر.

## نشأتها
هي ابنة الكاتب جان كلود ديريت (كلود بريتمان) والممثلة الكيبيكية سيلين ليغر ,أمضت جزءا من طفولتها في منيتو-سور-شير قبل أن يتعلم في كلية كلود دو فرانس في رومورانتين.
أول ظهور لها في مجال التمثيلة كان في دور فتاة صغيرة عام 1965، في حلقة من سلسلة كتبها والدها: تيري لا فروند (الموسم 3، الأبطال).
تشتهر عائلتها بالعديد من الأطباء بدءا من جده لوسيان بريتمان. كطفلة، كانت متحمسة لعلم الأحياء والنحل على وجه الخصوص. كانت طالبا من الطبقة سيمون.

## روابط خارجية
- زابو بريتمان على موقع IMDb (الإنجليزية)
- زابو بريتمان على موقع قاعدة بيانات الأفلام العربية
- زابو بريتمان على موقع ألو سيني (الفرنسية)
- زابو بريتمان على موقع ميوزك برينز (الإنجليزية)
- زابو بريتمان على موقع تيرنر كلاسيك موفيز (الإنجليزية)
- زابو بريتمان على موقع تيرنر كلاسيك موفيز (الإنجليزية)
- زابو بريتمان على موقع أول موفي (الإنجليزية)
- زابو بريتمان على موقع قاعدة بيانات الأفلام السويدية (السويدية)
- زابو بريتمان على موقع ديسكوغز (الإنجليزية)
- زابو بريتمان على موقع قاعدة بيانات الفيلم (الإنجليزية)
- Short biography (in French)